# بطلمیوس
بَطلَمیوسِ قَلوذی یا کلاودیوس بَطلَمیوس (۹۰–۱۶۸ میلادی) (به یونانی: Κλαύδιος Πτολεμαίος، تلفظ: [kláwdios ptolɛmɛ́:os]، پِتولِمیوس) یکی از فیلسوفان و اخترشناسان یونان باستان بود که به احتمال زیاد در اسکندریه واقع در مصر می‌زیسته است.
وی الگویی را برای کیهان شناخته‌شده روزگار خود ارائه کرد که در آن زمین در مرکز گیتی قرار دارد و خورشید و ماه و بقیهٔ سیارات و سایر اجرام آسمانی به دورش می‌چرخند. در دوران بطلمیوس، به‌جای مدار که همان مسیر فرضی سیارات است، از مفهوم فلک استفاده می‌کردند. فلک یک جسم کروی صلب و نامرئی است (مانند شیشه) که در مرکز آن زمین قرار گرفته و سیاره به محیط آن محکم بسته شده است. با چرخش فلک به دور زمین، سیاره نیز به دور زمین گردش می‌کند. در دورهٔ او بیشتر از ۴ سیارهٔ عطارد، زهره، مریخ و مشتری کشف نشده بودند. او می‌گفت: هشت یا نه فلک وجود دارد که آخرین آن‌ها فلک‌الافلاک نام دارد که همهٔ ستاره‌ها بر روی آن قرار دارند. همچنین بطلمیوس بر این باور بود که خدا و فرشتگان پس از فلک‌الافلاک زندگی می‌کنند. به نظریه‌ای که بطلمیوس دربارهٔ جهان ارائه کرد، مدل زمین مرکزی می‌گویند. او با مشاهده حرکت ظاهری ماه و خورشید نظریه زمین مرکزی را ارائه کرد که بعدها نیکولاس کوپرنیک مدل خورشید مرکزی را ارائه کرد و عقیدهٔ او را اصلاح کرد.

## آثار بطلمیوس

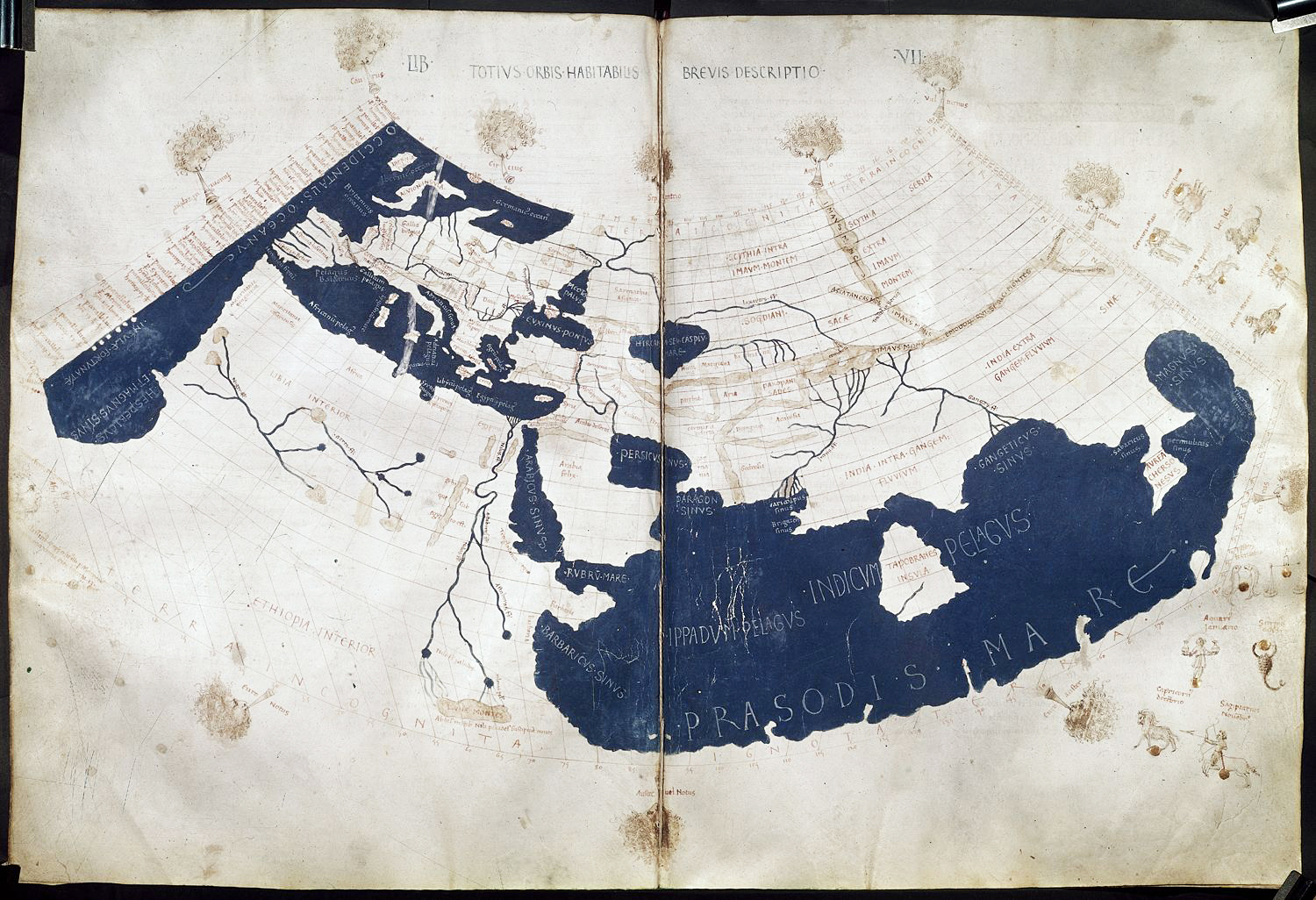
نقشه جهان بازنگاری در قرن ۱۵ از نقشه منسوب به بطلمیوس در این نقشه شرقی‌ترین قسمت (Sinae) چین و به سمت غرب (Aurea Chersonesus) شبه جزیرهمالایا و (Taprobane) سری لانکا با اندازه‌ای بزرگتر از واقع

بطلمیوس در حدود سال ۱۵۰ میلادی کتاب پرنفوذی به نام سونتارکنس ماتماتیکا یا مجموعهٔ ریاضی نوشت. هر چند این رساله بر نوشته‌های هیپارخوس مبتنی است، اما به‌خاطر فشردگی و زیبایی چشمگیرش مورد توجه قرار گرفت. شارحان بعدی برای متمایز ساختن آن از آثار کم‌اهمیت‌تر صفت مجیسته یا مجسطی به معنی بزرگ‌ترین را به آن منسوب کردند. مترجمان عرب‌زبان حرف تعریف ال را پیشوند کردند و آن را المجسطی نامیدند. 

تمبر یادبود کلاودیوس بطلمیوس - انتشار در سال ۱۹۶۹ - یمن

بطلمیوس در المجسطی پدیده‌هایی را بررسی می‌کند که بستگی به کرویت زمین دارند. سپس دستگاه زمین مرکزی نجوم را طرح‌ریزی می‌کند که قریب به ۱۵۰۰ سال مورد پذیرش عموم بود. المجسطی قدیمی‌ترین کوشش مجدانه در راه تبیین حرکت‌شناسی منظومهٔ شمسی است. اما در توجیه حرکتهای پیچیدهٔ سیاره‌ها که فاصلهٔ ثابتی با زمین ندارند، روی مدارهای دایره‌ای عاجز بود؛ بنابراین مفهوم مدارهای تدویر را به کار گرفت. بطلمیوس، در مقدمهٔ مجسطی، ریاضیات و نجوم را بسیار یقینی‌تر و قابل اعتمادتر از فلسفه می‌داند؛ و برای اثبات مرکزیت و سکون زمین در عالم، به جای دلایل فلسفی به استدلالات ریاضی و هندسی متوسل می‌شود. وی در این استدلال‌ها، آسمان را همان‌طور که مشاهده می‌شود، یعنی کروی در نظر می‌گیرد و براساس کرویت زمین دلایل خود را مطرح می‌کند.